# Metacnemis dupuyi
Metacnemis dupuyi är en trollsländeart som först beskrevs av Legrand 1982.  Metacnemis dupuyi ingår i släktet Metacnemis och familjen flodflicksländor. Inga underarter finns listade i Catalogue of Life.